# Mika Popović
Mika Popović (Mladenovac, 1902. április 27. – ?, 1978. szeptember 16.) jugoszláv-szerb nemzetközi labdarúgó-játékvezető.

## Pályafutása

### Nemzetközi játékvezetés
A Jugoszláv labdarúgó-szövetség Játékvezető Bizottsága (JB) 1932-ben terjesztette fel nemzetközi játékvezetőnek, a Nemzetközi Labdarúgó-szövetség (FIFA) bíróinak keretébe. Több nemzetek közötti válogatott és klubmérkőzést vezetett vagy működő társának partbíróként segített.
A jugoszláv nemzetközi játékvezetők rangsorában, a világbajnokság-Európa-bajnokság sorrendjében többedmagával a 16. helyet foglalja el 1 találkozó szolgálatával. Az aktív nemzetközi játékvezetéstől 1949-ben búcsúzott. Válogatott mérkőzéseinek száma: 16.

#### Világbajnokság
A világbajnoki döntőhöz vezető úton Franciaországba a III., az 1938-as labdarúgó-világbajnokságra a FIFA JB bíróként alkalmazta.
| Időpont           | Helyszín                           | Mérkőzés típusa           | Mérkőzés           | Eredmény | Nézők száma |
| ----------------- | ---------------------------------- | ------------------------- | ------------------ | -------- | ----------- |
| 1938. február 20. | Leoforos Alexandras Stadion, Athén | előselejtező (6. csoport) | Görögország–Izrael | 1 : 0    | 12 000      |

## Magyar vonatkozás
| Időpont            | Helyszín                    | Mérkőzés típusa          | Mérkőzés              | Eredmény | Nézők száma |
| ------------------ | --------------------------- | ------------------------ | --------------------- | -------- | ----------- |
| 1937. november 14. | Üllői úti Stadion, Budapest | 203. válogatott mérkőzés | Magyarország–Svájc    | 2 : 0    | 12 000      |
| 1940. május 19.    | Üllői úti Stadion, Budapest | 226. válogatott mérkőzés | Magyarország–Románia  | 0 : 0    | 20 000      |
| 1946. október 6    | Üllői úti Stadion, Budapest | 246. válogatott mérkőzés | Magyarország–Ausztria | 2 : 0    | 35 000      |